# Неисполнение родительских обязанностей
Неисполнение родительских обязанностей (англ. Child neglect) — одна из форм жестокого обращения с детьми, отсутствие заботы и надлежащего обеспечения основных потребностей ребёнка в еде, одежде, жилье, воспитании, медицинской помощи со стороны родителей или других обязанных людей, на которых возложена ответственность за ребёнка, в результате чего здоровье, безопасность и благополучие ребёнка оказываются под угрозой. Проявляется в недостатке внимания и недостатке в удовлетворении основных потребностей ребёнка, включая осуществление надлежащего присмотра, медицинского обслуживания, питания, одежды, жилья; а также физических, эмоциональных, социальных, образовательных потребностей и потребности в безопасности.
Причины неисполнения родительских обязанностей могут возникнуть вследствие проблем самих родителей, включая отсутствие желания воспитывать, отсутствие навыков родительства и осведомленности, культурные предрассудки; психические расстройства, злоупотребление алкогольными и психоактивными веществами; домашнее насилие, безработность, незапланированную беременность и бедность. К признакам неисполнения родительских обязанностей или отсутствия попечения относится постоянное непосещение ребёнком школы, бродяжничество, кража ребёнком денег или еды, грязная кожа или одежда, отсутствие сезонной одежды. Типичным примером невнимательного отношения к детям является оставление их без присмотра, что часто приводит к несчастным случаям, отравлениям и другим опасным для жизни и здоровья последствиям. Неисполнение родительских обязанностей является частой формой жестокого обращения с детьми.
Отсутствие родительского внимания для полноценного обеспечения потребностей различается от невозможности обеспечить потребности ребёнка в силу объективных причин (бедность, психические заболевания, неосведомлённость) и без таких. Бедность и недостаток ресурсов нередко являются факторами, которые могут помешать родителям полноценно удовлетворять потребности своих детей. В социальной оценке этого феномена следует видеть обстоятельства и возможности родителей и опекунов, прежде чем обозначить такое поведение как неисполнение родительских обязанностей.